# Romanza final (Gayarre)
Romanza final (Gayarre) és una pel·lícula espanyola de 1986 dirigida per José María Forqué. El crític de cinema Ángel Fernández Santos el va titllar de "melodrama lacrimogen".

## Argument
És una biografia de Julián Gayarre (1844–1890), un dels millors tenors de tots els temps: infància, formació, amor i triomfs. Quan tenia 19 anys, un professor del Conservatori de Música de Madrid el va sentir cantar i li oferí una beca per a ampliar els seus estudis. Malgrat els seus èxits arreu del món, cap el 1890, al Teatro Real de Madrid, li falla la veu, cosa que anuncia la seva mort uns dies més tard. Segons els seus amics, tot i que era malalt, va morir perquè ja no podia cantar.

## Repartiment
- Josep Carreras – Julián Gayarre
- Sydne Rome – Alicia
- Antonio Ferrandis
- Susana Campos
- Montserrat Caballé
- Aitana Sánchez-Gijón

## Comentaris
Participen dos cantants d'òpera catalans, Josep Carreras i Montserrat Caballé. En 1959 Alfredo Kraus havia donat vida al tenor en una altra pel·lícula: Gayarre.

## Premis
- Nominada al Goya a la millor direcció artística (1987).[3]